# Frédérick Bousquet
Frédérick Bousquet (ur. 8 kwietnia 1981 w Perpignan) – francuski pływak, wicemistrz olimpijski w sztafecie, srebrny i czterokrotny brązowy medalista mistrzostw świata, pięciokrotny mistrz Europy, rekordzista świata. W październiku 2010 roku w jego moczu wykryto niedozwoloną substancję o nazwie heptaminol, w wyniku czego Bousquet został zawieszony na dwa miesiące.
26 kwietnia 2009 w Montpellier podczas mistrzostw Francji jako pierwszy pływak pokonał 50 metrów stylem dowolnym w czasie poniżej 21 sekund, ustanowił rekord świata z wynikiem 20,94 s. Poprzedni rekord należał do Australijczyka Eamona Sullivana i był gorszy o 0,34 s.
Razem z Laure Manaudou zagrał w filmie Une belle gilfe. Film opowiada o historii Alfreda Nakache, francuskiego pływaka, który w czasie II wojny światowej został deportowany do obozu Auschwitz-Birkenau razem z córką i żoną. Frédérick zagrał Alfreda Nakache.
Jest związany z Laure Manaudou, byłą francuską pływaczką. 4 kwietnia 2010 r. urodziła im się córka Manon.

## Rekordy świata
| Data             | Miejsce     | Basen      | Konkurencja          | Rezultat | Status                         |
| ---------------- | ----------- | ---------- | -------------------- | -------- | ------------------------------ |
| 26 kwietnia 2009 | Montpellier | 50-metrowy | 50 m stylem dowolnym | 20,94 s  | do 18 grudnia 2009 César Cielo |

## Filmografia
Frédéric Bousquet w bazie IMDb (ang.)
- 2011: Une belle gilfe jako Alfred Nakache